# Reprezentacja Afganistanu U-20 w piłce nożnej mężczyzn
Reprezentacja Afganistanu U-20 w piłce nożnej mężczyzn – męska piłkarska reprezentacja Afganistanu do lat 20. Największym sukcesem reprezentacji jest ćwierćfinał na mistrzostwach Azji w 1977 roku.

## Udział w turniejach międzynarodowych

### Mistrzostwa Świata
| Rok   | Runda                   | M                       | W                       | R                       | P                       | GZ                      | GS                      |
| ----- | ----------------------- | ----------------------- | ----------------------- | ----------------------- | ----------------------- | ----------------------- | ----------------------- |
| 1977  | Nie zakwalifikowała się | Nie zakwalifikowała się | Nie zakwalifikowała się | Nie zakwalifikowała się | Nie zakwalifikowała się | Nie zakwalifikowała się | Nie zakwalifikowała się |
| 1979  | Nie zakwalifikowała się | Nie zakwalifikowała się | Nie zakwalifikowała się | Nie zakwalifikowała się | Nie zakwalifikowała się | Nie zakwalifikowała się | Nie zakwalifikowała się |
| 1981  | Nie zakwalifikowała się | Nie zakwalifikowała się | Nie zakwalifikowała się | Nie zakwalifikowała się | Nie zakwalifikowała się | Nie zakwalifikowała się | Nie zakwalifikowała się |
| 1983  | Nie zakwalifikowała się | Nie zakwalifikowała się | Nie zakwalifikowała się | Nie zakwalifikowała się | Nie zakwalifikowała się | Nie zakwalifikowała się | Nie zakwalifikowała się |
| 1985  | Nie zakwalifikowała się | Nie zakwalifikowała się | Nie zakwalifikowała się | Nie zakwalifikowała się | Nie zakwalifikowała się | Nie zakwalifikowała się | Nie zakwalifikowała się |
| 1987  | Nie zakwalifikowała się | Nie zakwalifikowała się | Nie zakwalifikowała się | Nie zakwalifikowała się | Nie zakwalifikowała się | Nie zakwalifikowała się | Nie zakwalifikowała się |
| 1989  | Nie zakwalifikowała się | Nie zakwalifikowała się | Nie zakwalifikowała się | Nie zakwalifikowała się | Nie zakwalifikowała się | Nie zakwalifikowała się | Nie zakwalifikowała się |
| 1991  | Nie zakwalifikowała się | Nie zakwalifikowała się | Nie zakwalifikowała się | Nie zakwalifikowała się | Nie zakwalifikowała się | Nie zakwalifikowała się | Nie zakwalifikowała się |
| 1993  | Nie zakwalifikowała się | Nie zakwalifikowała się | Nie zakwalifikowała się | Nie zakwalifikowała się | Nie zakwalifikowała się | Nie zakwalifikowała się | Nie zakwalifikowała się |
| 1995  | Nie zakwalifikowała się | Nie zakwalifikowała się | Nie zakwalifikowała się | Nie zakwalifikowała się | Nie zakwalifikowała się | Nie zakwalifikowała się | Nie zakwalifikowała się |
| 1997  | Nie zakwalifikowała się | Nie zakwalifikowała się | Nie zakwalifikowała się | Nie zakwalifikowała się | Nie zakwalifikowała się | Nie zakwalifikowała się | Nie zakwalifikowała się |
| 1999  | Nie zakwalifikowała się | Nie zakwalifikowała się | Nie zakwalifikowała się | Nie zakwalifikowała się | Nie zakwalifikowała się | Nie zakwalifikowała się | Nie zakwalifikowała się |
| 2001  | Nie zakwalifikowała się | Nie zakwalifikowała się | Nie zakwalifikowała się | Nie zakwalifikowała się | Nie zakwalifikowała się | Nie zakwalifikowała się | Nie zakwalifikowała się |
| 2003  | Nie zakwalifikowała się | Nie zakwalifikowała się | Nie zakwalifikowała się | Nie zakwalifikowała się | Nie zakwalifikowała się | Nie zakwalifikowała się | Nie zakwalifikowała się |
| 2005  | Nie zakwalifikowała się | Nie zakwalifikowała się | Nie zakwalifikowała się | Nie zakwalifikowała się | Nie zakwalifikowała się | Nie zakwalifikowała się | Nie zakwalifikowała się |
| 2007  | Nie zakwalifikowała się | Nie zakwalifikowała się | Nie zakwalifikowała się | Nie zakwalifikowała się | Nie zakwalifikowała się | Nie zakwalifikowała się | Nie zakwalifikowała się |
| 2009  | Nie zakwalifikowała się | Nie zakwalifikowała się | Nie zakwalifikowała się | Nie zakwalifikowała się | Nie zakwalifikowała się | Nie zakwalifikowała się | Nie zakwalifikowała się |
| 2011  | Nie zakwalifikowała się | Nie zakwalifikowała się | Nie zakwalifikowała się | Nie zakwalifikowała się | Nie zakwalifikowała się | Nie zakwalifikowała się | Nie zakwalifikowała się |
| 2013  | Nie zakwalifikowała się | Nie zakwalifikowała się | Nie zakwalifikowała się | Nie zakwalifikowała się | Nie zakwalifikowała się | Nie zakwalifikowała się | Nie zakwalifikowała się |
| 2015  | Nie zakwalifikowała się | Nie zakwalifikowała się | Nie zakwalifikowała się | Nie zakwalifikowała się | Nie zakwalifikowała się | Nie zakwalifikowała się | Nie zakwalifikowała się |
| 2017  | Nie zakwalifikowała się | Nie zakwalifikowała się | Nie zakwalifikowała się | Nie zakwalifikowała się | Nie zakwalifikowała się | Nie zakwalifikowała się | Nie zakwalifikowała się |
| 2019  | Nie zakwalifikowała się | Nie zakwalifikowała się | Nie zakwalifikowała się | Nie zakwalifikowała się | Nie zakwalifikowała się | Nie zakwalifikowała się | Nie zakwalifikowała się |
| 2023  | Nie zakwalifikowała się | Nie zakwalifikowała się | Nie zakwalifikowała się | Nie zakwalifikowała się | Nie zakwalifikowała się | Nie zakwalifikowała się | Nie zakwalifikowała się |
| Razem | 0/23                    | 0                       | 0                       | 0                       | 0                       | 0                       | 0                       |

### Mistrzostwa Azji
| Rok   | Runda                  | M                      | W                      | R                      | P                      | GZ                     | GS                     |
| ----- | ---------------------- | ---------------------- | ---------------------- | ---------------------- | ---------------------- | ---------------------- | ---------------------- |
| 1959  | Nie brał udziału       | Nie brał udziału       | Nie brał udziału       | Nie brał udziału       | Nie brał udziału       | Nie brał udziału       | Nie brał udziału       |
| 1960  | Nie brał udziału       | Nie brał udziału       | Nie brał udziału       | Nie brał udziału       | Nie brał udziału       | Nie brał udziału       | Nie brał udziału       |
| 1961  | Nie brał udziału       | Nie brał udziału       | Nie brał udziału       | Nie brał udziału       | Nie brał udziału       | Nie brał udziału       | Nie brał udziału       |
| 1962  | Nie brał udziału       | Nie brał udziału       | Nie brał udziału       | Nie brał udziału       | Nie brał udziału       | Nie brał udziału       | Nie brał udziału       |
| 1963  | Nie brał udziału       | Nie brał udziału       | Nie brał udziału       | Nie brał udziału       | Nie brał udziału       | Nie brał udziału       | Nie brał udziału       |
| 1964  | Nie brał udziału       | Nie brał udziału       | Nie brał udziału       | Nie brał udziału       | Nie brał udziału       | Nie brał udziału       | Nie brał udziału       |
| 1965  | Nie brał udziału       | Nie brał udziału       | Nie brał udziału       | Nie brał udziału       | Nie brał udziału       | Nie brał udziału       | Nie brał udziału       |
| 1966  | Nie brał udziału       | Nie brał udziału       | Nie brał udziału       | Nie brał udziału       | Nie brał udziału       | Nie brał udziału       | Nie brał udziału       |
| 1967  | Nie brał udziału       | Nie brał udziału       | Nie brał udziału       | Nie brał udziału       | Nie brał udziału       | Nie brał udziału       | Nie brał udziału       |
| 1968  | Nie brał udziału       | Nie brał udziału       | Nie brał udziału       | Nie brał udziału       | Nie brał udziału       | Nie brał udziału       | Nie brał udziału       |
| 1969  | Nie brał udziału       | Nie brał udziału       | Nie brał udziału       | Nie brał udziału       | Nie brał udziału       | Nie brał udziału       | Nie brał udziału       |
| 1970  | Nie brał udziału       | Nie brał udziału       | Nie brał udziału       | Nie brał udziału       | Nie brał udziału       | Nie brał udziału       | Nie brał udziału       |
| 1971  | Nie brał udziału       | Nie brał udziału       | Nie brał udziału       | Nie brał udziału       | Nie brał udziału       | Nie brał udziału       | Nie brał udziału       |
| 1972  | Nie brał udziału       | Nie brał udziału       | Nie brał udziału       | Nie brał udziału       | Nie brał udziału       | Nie brał udziału       | Nie brał udziału       |
| 1973  | Nie brał udziału       | Nie brał udziału       | Nie brał udziału       | Nie brał udziału       | Nie brał udziału       | Nie brał udziału       | Nie brał udziału       |
| 1974  | Nie brał udziału       | Nie brał udziału       | Nie brał udziału       | Nie brał udziału       | Nie brał udziału       | Nie brał udziału       | Nie brał udziału       |
| 1975  | Faza grupowa           | 4                      | 0                      | 1                      | 3                      | 3                      | 12                     |
| 1976  | Nie brał udziału       | Nie brał udziału       | Nie brał udziału       | Nie brał udziału       | Nie brał udziału       | Nie brał udziału       | Nie brał udziału       |
| 1977  | Ćwierćfinał            | 3                      | 0                      | 1                      | 2                      | 1                      | 8                      |
| 1978  | Faza grupowa           | 3                      | 0                      | 0                      | 3                      | 0                      | 11                     |
| 1980  | Nie brał udziału       | Nie brał udziału       | Nie brał udziału       | Nie brał udziału       | Nie brał udziału       | Nie brał udziału       | Nie brał udziału       |
| 1982  | Nie brał udziału       | Nie brał udziału       | Nie brał udziału       | Nie brał udziału       | Nie brał udziału       | Nie brał udziału       | Nie brał udziału       |
| 1985  | Nie brał udziału       | Nie brał udziału       | Nie brał udziału       | Nie brał udziału       | Nie brał udziału       | Nie brał udziału       | Nie brał udziału       |
| 1986  | Nie zakwalifikował się | Nie zakwalifikował się | Nie zakwalifikował się | Nie zakwalifikował się | Nie zakwalifikował się | Nie zakwalifikował się | Nie zakwalifikował się |
| 1988  | Nie brał udziału       | Nie brał udziału       | Nie brał udziału       | Nie brał udziału       | Nie brał udziału       | Nie brał udziału       | Nie brał udziału       |
| 1990  | Nie brał udziału       | Nie brał udziału       | Nie brał udziału       | Nie brał udziału       | Nie brał udziału       | Nie brał udziału       | Nie brał udziału       |
| 1992  | Nie brał udziału       | Nie brał udziału       | Nie brał udziału       | Nie brał udziału       | Nie brał udziału       | Nie brał udziału       | Nie brał udziału       |
| 1994  | Nie brał udziału       | Nie brał udziału       | Nie brał udziału       | Nie brał udziału       | Nie brał udziału       | Nie brał udziału       | Nie brał udziału       |
| 1996  | Nie brał udziału       | Nie brał udziału       | Nie brał udziału       | Nie brał udziału       | Nie brał udziału       | Nie brał udziału       | Nie brał udziału       |
| 1998  | Nie brał udziału       | Nie brał udziału       | Nie brał udziału       | Nie brał udziału       | Nie brał udziału       | Nie brał udziału       | Nie brał udziału       |
| 2000  | Nie brał udziału       | Nie brał udziału       | Nie brał udziału       | Nie brał udziału       | Nie brał udziału       | Nie brał udziału       | Nie brał udziału       |
| 2002  | Nie brał udziału       | Nie brał udziału       | Nie brał udziału       | Nie brał udziału       | Nie brał udziału       | Nie brał udziału       | Nie brał udziału       |
| 2004  | Nie zakwalifikował się | Nie zakwalifikował się | Nie zakwalifikował się | Nie zakwalifikował się | Nie zakwalifikował się | Nie zakwalifikował się | Nie zakwalifikował się |
| 2006  | Nie brał udziału       | Nie brał udziału       | Nie brał udziału       | Nie brał udziału       | Nie brał udziału       | Nie brał udziału       | Nie brał udziału       |
| 2008  | Zdyskwalifkowany       | Zdyskwalifkowany       | Zdyskwalifkowany       | Zdyskwalifkowany       | Zdyskwalifkowany       | Zdyskwalifkowany       | Zdyskwalifkowany       |
| 2010  | Nie zakwalifikował się | Nie zakwalifikował się | Nie zakwalifikował się | Nie zakwalifikował się | Nie zakwalifikował się | Nie zakwalifikował się | Nie zakwalifikował się |
| 2012  | Zdyskwalifkowany       | Zdyskwalifkowany       | Zdyskwalifkowany       | Zdyskwalifkowany       | Zdyskwalifkowany       | Zdyskwalifkowany       | Zdyskwalifkowany       |
| 2014  | Nie zakwalifikował się | Nie zakwalifikował się | Nie zakwalifikował się | Nie zakwalifikował się | Nie zakwalifikował się | Nie zakwalifikował się | Nie zakwalifikował się |
| 2016  | Nie zakwalifikował się | Nie zakwalifikował się | Nie zakwalifikował się | Nie zakwalifikował się | Nie zakwalifikował się | Nie zakwalifikował się | Nie zakwalifikował się |
| 2018  | Zdyskwalifkowany       | Zdyskwalifkowany       | Zdyskwalifkowany       | Zdyskwalifkowany       | Zdyskwalifkowany       | Zdyskwalifkowany       | Zdyskwalifkowany       |
| 2023  | Nie zakwalifikował się | Nie zakwalifikował się | Nie zakwalifikował się | Nie zakwalifikował się | Nie zakwalifikował się | Nie zakwalifikował się | Nie zakwalifikował się |
| Razem | 3/41                   | 10                     | 0                      | 2                      | 8                      | 4                      | 31                     |

## Aktualny skład
Aktualny skład drużyny można przeglądać na stronie transfermarkt.pl.

## Mistrzostwa Azji U-20 2023(eliminacje)

### Grupa G
Na podstawie:
| Zespół          | Pkt | M | W | R | P | Br+ | Br- | +/- |
| --------------- | --- | - | - | - | - | --- | --- | --- |
| Oman U-20       | 6   | 3 | 2 | 0 | 1 | 4   | 1   | +3  |
| Tajlandia U-20  | 6   | 3 | 2 | 0 | 1 | 6   | 3   | +3  |
| Filipiny U-20   | 3   | 3 | 1 | 0 | 2 | 3   | 6   | -3  |
| Afganistan U-20 | 3   | 3 | 1 | 0 | 2 | 1   | 4   | -3  |